# Houndé
Houndé – miasto w Burkinie Faso, w prowincji Tuy. Według spisu z 2019 roku liczy 87,2 tys. mieszkańców. 